# Arquitectura de Windows NT

La arquitectura de la familia de sistemas operativos de Windows NT se basa en dos capas, (modo usuario y modo núcleo), con distintos módulos dentro de éstas capas.

La familia de los sistemas operativos Windows NT de Microsoft está constituida por versiones como Windows 11 (10.0), Windows 10 (10.0), Windows 8.1 (6.3.9600), Windows 8 (6.2.9200), Windows 7 (6.1.7601), Windows Server 2008, Windows Vista (6.0.6002), Windows Server 2003 (5.2.3790), Windows XP (5.1.2600), Windows 2000 (5.0.2195) y Windows NT. Todos tienen  apropiativa y son sistemas operativos reentrantes que han sido diseñados para trabajar tanto con computadoras con un sólo procesador como computadoras de multiprocesamiento simétrico que en inglés es el Symmetrical Multi Processor o SMP. Para procesar las peticiones de entrada/salida (en inglés Input/Output, I/O) acude a una dirección de paquetes de E/S que utiliza peticiones E/S (IRPs) y E/S asíncrona. A partir de Windows XP, Microsoft comenzó a desarrollar sistemas operativos que soportaban 64-bits. Antes sus sistemas operativos estaban basados en un modelo de 32-bits.
La arquitectura de Windows NT es altamente modular y se basa en dos capas principales:
- Modo usuario: Cuyos programas y subsistemas están limitados a los recursos del sistema a los que tienen acceso.
- Modo núcleo: Tiene acceso total a la memoria del sistema y los dispositivos externos. Los núcleos de los sistemas operativos de esta línea son todos conocidos como núcleos híbridos, aunque hay que aclarar que este término está en discusión ya que este núcleo es esencialmente un núcleo monolítico que está estructurado al estilo de un micronúcleo. La arquitectura dentro del modo núcleo se compone de lo siguiente:[1]

1. Un núcleo híbrido.
2. Una Capa de Abstracción de Hardware (HAL).
3. Controladores o drivers.
4. Executive: Sobre el cual son implementados todos los servicios de alto nivel.

El modo núcleo de la línea de Windows NT está compuesto por subsistemas capaces de pasar peticiones de E/S a los controladores apropiados usando el gestor de E/S. Dos subsistemas crean la capa del modo usuario de Windows 2000: el subsistema de Entorno (ejecuta aplicaciones escritas para distintos tipos de sistemas operativos), y el subsistema Integral (maneja funciones específicas de sistema de parte del subsistema de Entorno). El modo núcleo en Windows 2000 tiene acceso total al hardware y a los recursos del sistema de la computadora. El modo núcleo impide a los servicios del modo usuario y las aplicaciones acceder a áreas críticas del sistema operativo a las que no deberían tener acceso.
El Executive se relaciona con todos los subsistemas del modo usuario. Se ocupa de la entrada/salida, la gestión de objetos, la seguridad y la gestión de procesos. El núcleo se sitúa entre la Capa de Abstracción de Hardware y el Executive para proporcionar sincronización multiprocesador, hilos y programación y envío de interrupciones, y envío de excepciones. 
El núcleo también es responsable de la inicialización de los controladores de dispositivos al arrancar. Hay tres niveles de controladores en el modo núcleo: controladores de alto nivel, controladores intermedios y controladores de bajo nivel. El Modelo de controladores de Windows (en inglés Windows Driver Model, WDM) se encuentra en la capa intermedia y fue diseñado principalmente para mantener la compatibilidad en binario y en código fuente entre Windows 98 y Windows 2000. Los  de más bajo nivel también son un legado de los controladores de dispositivos de Windows NT que controlan directamente un dispositivo, o pueden ser un bus hardware PnP.

## Modo Usuario
El modo usuario está formado por subsistemas que pueden pasar peticiones de E/S a los controladores apropiados del modo núcleo a través del gestor de E/S (que se encuentra en el modo núcleo). Dos subsistemas forman la capa del modo usuario de Windows 2000: el subsistema de Entorno y el subsistema Integral.
El subsistema de entorno fue diseñado para ejecutar aplicaciones escritas para distintos tipos de sistemas operativos. Ninguno de los subsistemas de entorno puede acceder directamente al hardware, y deben solicitar el acceso a los recursos de memoria a través del Gestor de Memoria Virtual que se ejecuta en modo núcleo. Además, las aplicaciones se ejecutan a menor prioridad que los procesos del núcleo. Actualmente hay tres subsistemas de entorno principales: un subsistema Win32, un subsistema OS/2 y un subsistema POSIX.
El subsistema de entorno Win32 puede ejecutar aplicaciones Windows de 32-bits. Contiene la consola además de soporte para ventanas de texto, apagado y manejo de errores graves para todos los demás subsistemas de entorno. También soporta Máquinas Virtuales de DOS (en inglés, Virtual DOS Machine, VDM), lo que permite ejecutar en Windows aplicaciones de MS-DOS y aplicaciones de 16-bits de Windows 3.x (Win16). Hay una VDM específica que se ejecuta en su propio espacio de memoria y que emula un Intel 80486 ejecutando MS-DOS 5. Los programas Win16, sin embargo, se ejecutan en una VDM Win16. Cada programa, por defecto, se ejecuta en el mismo proceso, así que usa el mismo espacio de direcciones, y el VDM de Win16 proporciona a cada programa su propio hilo de ejecución para ejecutarse. Sin embargo, Windows 2000 permite a los usuarios ejecutar programas Win16 en una VDM de Win16 separada, lo que permite al programa ser una multitarea prioritaria cuando Windows 2000  ejecute el proceso VDM completo, que contiene únicamente una aplicación en ejecución. El subsistema de entorno de OS/2 soporta aplicaciones de 16-bits basadas en caracteres y emula OS/2 1.x, pero no permite ejecutar aplicaciones de 32-bits o con entorno gráfico como se hace en OS/2 2.x y posteriores. El subsistema de entorno de POSIX sólo soporta aplicaciones que cumplan estrictamente el estándar POSIX.1 o los estándares de ISO/IEC asociados.
El subsistema integral se encarga de funciones específicas del sistema operativo de parte del subsistema de entorno. Se compone de un subsistema de seguridad, un servicio de terminal y un servicio de servidor. El subsistema de seguridad se ocupa de los recibos de seguridad, permite o deniega acceso a las cuentas de usuario basándose en los permisos de los recursos, gestiona las peticiones de comienzo de sesión e inicia la autenticación, y determina qué recursos de sistema necesitan ser auditados por Windows 2000. También se encarga del Directorio Activo (en inglés, Active Directory). El servicio de terminal es una API al redirector de red, que proporciona el acceso a la red a la computadora. El servicio de servidor es una API que permite a la computadora proporcionar servicios de red.

## Modo núcleo
El modo núcleo de Windows 2000 tiene un acceso completo al hardware y a los recursos del sistema de la computadora y ejecuta su código en un área de memoria protegida. Controla el acceso a la planificación, priorización de hilos, gestión de memoria y la interacción con el hardware. El modo núcleo impide que los servicios y las aplicaciones del modo usuario accedan a áreas críticas del sistema operativo a las que no deberían tener acceso. En lugar de ello, deben pedir al núcleo que realice esas operaciones en su nombre. 
El modo núcleo está formado por servicios executive, que a su vez están formados por varios módulos que realizan tareas específicas, controladores de núcleo, un núcleo y una Capa de Abstracción del Hardware o HAL.

### Executive
El Executive se relaciona con todos los subsistemas del modo usuario. Se encarga de la Entrada/Salida, la gestión de objetos, la seguridad y la gestión de procesos. Está dividido informalmente en varios subsistemas, entre los que se encuentran el Gestor de Caché, el Gestor de Configuración, el Gestor de Entrada/Salida, las Llamadas a Procedimientos Locales, el Gestor de Memoria, el Gestor de Objetos, la Estructura de Procesos, y el Monitor de Referencias de Seguridad. Todos juntos, los componentes pueden ser llamados Servicios Executive (nombre interno Ex). Los Servicios del Sistema (nombre interno Nt), por ejemplo las llamadas al sistema, se implementan en este nivel también, excepto unas pocas que son llamadas directamente dentro de la capa del núcleo para obtener un mejor rendimiento.
El Gestor de Objetos (nombre interno Ob) es un subsistema especial del Executive por el cual todos los otros subsistemas del Executive, especialmente las llamadas al sistema, deben pasar para obtener acceso a los recursos de Windows 2000. Esto hace que sea esencialmente un servicio de infraestructuras de gestión de recursos.
El gestor de objetos se usa para evitar la duplicación de la funcionalidad de la gestión de objetos de recursos en los otros subsistemas del executive, que potencialmente podría llevar a errores y complicar el diseño de Windows 2000. Para el gestor de objetos, cada recurso es un objeto, independientemente de si el recurso es un recurso físico (como un sistema de archivos o un periférico) o un recurso lógico (como un archivo). Cada objeto tiene una estructura o tipo de objeto que el gestor de objetos debe conocer.
La creación de objetos es un proceso realizado en dos fases, creación e inserción. La creación provoca la asignación de un objeto vacío y la reserva de los recursos necesarios por el gestor de objetos, como por ejemplo un nombre (opcional) en el espacio de nombres. Si la creación se realiza correctamente, el subsistema responsable de la creación rellena los datos del objeto. Finalmente, si el subsistema considera que la inicialización fue correcta, avisa al gestor de objetos para que inserte el objeto, inserción que hace que sea accesible a través de su nombre (opcional) o una cookie llamada puntero. Desde ese momento, la vida del objeto es controlada por el gestor de objetos, y es obligación del subsistema mantener el objeto en funcionamiento hasta que sea marcado por el gestor de objetos para su liberación.
El propósito de los punteros es similar al de los descriptores de archivo de UNIX, en los que cada uno representa una referencia a un recurso del núcleo a través de un valor oscuro. De forma similar, abrir un objeto a partir de su nombre está sujeto a comprobaciones de seguridad, pero trabajar a través de uno ya existente sólo está limitado al nivel de acceso necesario cuando el objeto es abierto o creado. De manera diferente a los descriptores de archivo de UNIX, múltiples punteros de Windows pueden referenciar al mismo objeto (mientras que los descriptores de archivo pueden ser duplicados, los duplicados referencian al mismo nodo de archivo, pero a una única descripción de archivo).
Los tipos de objeto definen los procedimientos de los mismos y sus datos específicos. De esta forma, el gestor de objetos permite a Windows 2000 ser un sistema operativo orientado a objetos, ya que los tipos de objetos pueden ser considerados como clases polimórficas que definen objetos. Sin embargo, la mayoría de los subsistemas confían en la implementación por defecto para todos los tipos de objeto de los procedimientos.
Cada uno de los objetos que se crean guardan su nombre, los parámetros que se pasan a la función de creación del objeto, los atributos de seguridad, y un puntero a su tipo de objeto. El objeto también contiene un procedimiento para cerrarlo y un contador de referencias para indicar al gestor de objetos cuántos objetos lo referencian. De esta forma, el gestor de objetos, determina si el objeto puede ser destruido cuando se le envía una petición para borrar el objeto. Todos los objetos nombrados se encuentran en el objeto jerárquico del espacio de nombres.
Otros subsistemas executive son los siguientes:
- Controlador de Caché (en inglés Cache Controller, nombre interno Cc): está estrechamente relacionado con el Gestor de Memoria, el Gestor de Entrada/Salida y los controladores de Entrada/Salida para proporcionar una caché común para archivos frecuentes de E/S. El Gestor de Caché de Windows opera únicamente con bloques de archivo (más que con bloques de dispositivo), para realizar operaciones consistentes entre archivos locales y remotos, y asegurar un cierto grado de coherencia con las páginas en memoria de los archivos, ya que los bloques de caché son un caso especial de las páginas en memoria y los fallos caché son un caso especial de los fallos de página.

Un tema pendiente desde hace tiempo sobre la implementación existente, es por qué esta no libera explícitamente los bloques que no han sido utilizados durante mucho tiempo, dependiendo, en cambio, del algoritmo de asignación de páginas del gestor de memoria para que las descarte finalmente de la memoria física. Como efecto, algunas veces la caché crece indiscriminadamente, obligando a otra memoria a ser paginada, muchas veces reemplazando al proceso que comenzó la E/S, que termina gastando la mayor parte de su tiempo de ejecución atendiendo fallos de página. Esto es más visible cuando se copian archivos grandes.
- Gestor de Configuración (en inglés Configuration Manager, nombre interno Cm): implementa el registro de Windows.

- Gestor de E/S (en inglés I/O Manager, nombre interno Io): permite a los dispositivos comunicarse con los subsistemas del modo usuario. Se ocupa de traducir los comandos de lectura y escritura del modo usuario a IRPs de lectura o escritura que envía a los controladores de los dispositivos. También acepta peticiones de E/S del sistema de archivos y las traduce en llamadas específicas a los dispositivos. Puede incorporar controladores de dispositivo de bajo nivel que manipulan directamente el hardware para leer la entrada o escribir una salida. También incluye un gestor de caché para mejorar el rendimiento del disco guardando las peticiones de lectura y escribiendo a disco en segundo plano.

- Llamada a Procedimientos Locales (en inglés Local Procedure Call (LPC), nombre interno Lpc): proporciona comunicación entre procesos a través de puertos con conexión semántica. Los puertos LPC son usados por los subsistemas del modo usuario para comunicarse con sus clientes, por los subsistemas Executive para comunicarse con los subsistemas del modo usuario, y como base para el transporte local para MSRPC.

- Gestor de Memoria (en inglés Memory Manager, nombre interno Mm): gestiona la memoria virtual, controlando la protección de memoria y el paginado de memoria física al almacenamiento secundario, e implementa un gestor de memoria física de propósito general. También implementa un parser de Ejecutables Portables (en inglés, Portable Executable, PE) que permite a un ejecutable ser mapeado o liberado en un paso único y atómico.

Comenzando en Windows NT Server 4.0, Terminal Server Edition, el gestor de memoria implementa el llamado espacio de sesión, un rango de la memoria del modo núcleo que es  utilizado para cambiar de contexto igual que la memoria del modo usuario. Esto permite que varias instancias del subsistema Win32 y controladores GDI se ejecuten conjuntamente, a pesar de algunos defectos de su diseño inicial. Cada espacio de sesión es compartido por varios procesos, denominado conjuntamente como "sesión".
Para asegurar el nivel de aislamiento entre sesiones sin introducir un nuevo tipo de objeto, el aislamiento entre procesos y sesiones es gestionado por el Monitor de Referencias de Seguridad, como un atributo de un objeto de seguridad (testigo), y sólo puede ser cambiado si se tienen privilegios especiales.
La naturaleza relativamente poco sofisticada y ad hoc de las sesiones es debida al hecho de que no fueron parte del diseño inicial, y tuvieron que ser desarrolladas, con mínima interrupción a la línea principal, por un tercer grupo (Citrix) como requisito para su producto de terminal server para Windows NT, llamado WinFrame. Desde la versión Windows Vista, las sesiones finalmente se han convertido en un aspecto propio de la arquitectura de Windows. A partir de ahora un gestor de memoria que entró furtivamente en modo usuario a través de Win32, fue expandido en una abstracción dominante afectando a la mayoría de los subsistemas Executive. En realidad, el uso habitual de Windows Vista siempre da como consecuencia un entorno multi-sesión.
- Estructura de Procesos (en inglés Process Structure, nombre interno Ps): gestiona la creación y finalización de procesos e hilos, e implementa el concepto de trabajo (job), un grupo de procesos que pueden ser finalizados como un conjunto, o pueden ser puestos bajo restricciones compartidas (como un máximo de memoria asignada, o tiempo de CPU).

- Gestor de PnP (en inglés PnP Manager, nombre interno Pnp): gestiona el servicio de Plug and Play, mantiene la detección de dispositivos y la instalación en el momento del arranque. También tiene la responsabilidad de parar y arrancar dispositivos bajo demanda: esto puede suceder cuando un bus (como un USB o FireWire) detecta un nuevo dispositivo y necesita tener cargado un driver para acceder a él. En su mayor parte está implementada en modo usuario, en el Servicio Plug and Play, que gestiona las tareas, a menudo complejas, de instalación de los controladores apropiados, avisando a los servicios y aplicaciones de la llegada de nuevos servicios, y mostrando el GUI al usuario.

- Gestor de Energía (en inglés Power Manager, nombre interno Po): se ocupa de los eventos de energía (apagado, modo en espera, hibernación, etc.) y notifica a los controladores afectados con IRPs especiales (IRPs de Energía).

- Monitor de Referencias de Seguridad (en inglés Security Reference Monitor (SRM), nombre interno Se): es la autoridad principal para hacer cumplir las reglas del subsistema de seguridad integral.[6] Determina cuándo se puede acceder a un objeto o recurso, a través del uso de listas de control de acceso (en inglés Access Control List, ACL), que están formadas por entradas de control de acceso (en inglés Access Control Entries, ACE). Los ACEs contienen un identificador de seguridad (en inglés, Security Identifier, SID) y una lista de operaciones que el ACE proporciona a un grupo de confianza — una cuenta de usuario, una cuenta de grupo, o comienzo de sesión —[7]  permiso (permitir, denegar, o auditar) a ese recurso.[8][9]

### Núcleo
El núcleo del sistema operativo se encuentra entre el HAL y el Executive y proporciona sincronización multiprocesador, hilos y envío y planificación de interrupciones, gestión de interrupciones y envío de excepciones. También es responsable de la inicialización de controladores de dispositivos que son necesarios en el arranque para mantener el sistema operativo funcionando. Esto es, el núcleo realiza casi todas las tareas de un micronúcleo tradicional. La distinción estricta entre el Executive y el núcleo consiste en que quedan más restos en este último del diseño original del micronúcleo, (la documentación histórica del diseño se refiere al componente del núcleo como "el micronúcleo").
El núcleo a menudo interactúa con el gestor de procesos. El nivel de abstracción es tal que el núcleo nunca llama al gestor de procesos: únicamente se permite lo contrario (salvo para un puñado de casos, sin llegar aún hasta el punto de una dependencia funcional).

### Controladores del modo Núcleo
Windows 2000 utiliza cada controlador de dispositivo del modo núcleo para permitirle interactuar con los dispositivos hardware. Cada uno de los controladores tiene rutinas de sistema bien definidas y rutinas internas que exporta al resto de sistemas operativos. Todos los dispositivos son vistos por el modo usuario como un objeto archivo en el gestor de Entrada/Salida. A través del propio gestor de E/S, los dispositivos son vistos como objetos de dispositivo, que él define tanto como objetos archivo, dispositivo o driver. Los controladores del modo núcleo se encuentran en tres niveles: controladores de alto nivel, controladores intermedios y controladores de bajo nivel. Los controladores de alto nivel, como controladores de sistemas de archivos para FAT y NTFS, dependen de controladores intermedios. Los controladores intermedios se componen de funciones controladores — o controladores principales para un dispositivo —  que opcionalmente son intercalados entre filtros de controladores de bajo y alto nivel. Las funciones driver dependen de un driver de bus — o un driver que sirve a un controlador de bus, adaptador o puente — que puede tener un filtro driver de bus opcional que se encuentra entre él mismo y la función driver. El Modelo de controladores de Windows (en inglés Windows Driver Model, WDM) se encuentra en la capa intermedia. El nivel más bajo de controladores es también una herencia de los controladores de dispositivo de Windows NT que controlan un dispositivo directamente o que pueden ser un bus hardware PnP. Esos controladores de bajo nivel controlan directamente el hardware y no se basan en otros.

### Capa de Abstracción Hardware
La Capa de Abstracción de Hardware, o HAL (en inglés Hardware Abstraction Layer), es una capa que se encuentra entre el hardware físico de la computadora y el resto del sistema operativo. Fue diseñado para ocultar las diferencias de hardware y por tanto proporciona una plataforma consistente en la cual se puedan ejecutar las aplicaciones. La HAL incluye código dependiente del hardware que controla las interfaces de E/S, controladores de interrupciones y múltiples procesadores.
En particular, la "abstracción hardware" no implica abstraer el conjunto de instrucciones, que generalmente se engloban bajo el concepto más amplio de portabilidad. La abstracción del conjunto de instrucciones, cuando es necesario (como para gestionar varias revisiones del conjunto de instrucciones del x86, o la emulación de un coprocesador matemático inexistente), es realizada por el núcleo.
A pesar de su propósito y su posición dentro del diseño de la arquitectura, el HAL no es una capa que se encuentre completamente debajo del núcleo de la misma forma que el núcleo se encuentra debajo del Executive: todas las implementaciones conocidas del HAL dependen de alguna manera del núcleo, o incluso del Executive. En la práctica, esto significa que el núcleo y las variaciones del HAL se distribuyen conjuntamente, generados específicamente para trabajar juntos.